# إيرل روس
إيرل روس (بالفرنسية: Earl Ross)‏ (و. 1941 – 2014 م) هو مهندس، وسائق سيارة سباق كندي، توفي عن عمر يناهز 73 عاماً.

## روابط خارجية
- إيرل روس على موقع Racing-Reference.info (الإنجليزية)
- إيرل روس على موقع DriverDB.com (الإنجليزية)